# Königstädten
Königstädten is een plaats in de Duitse gemeente Rüsselsheim am Main, deelstaat Hessen, en telt 9130 inwoners (2005).